# كريستوفر كيزر
كريستوفر كيزر (بالإنجليزية: Christopher Keyser)‏ هو منتج تلفزيوني وكاتب سيناريو أمريكي، ولد في 1960 في لونغ آيلند في الولايات المتحدة.

## وصلات خارجية
- كريستوفر كيزر على موقع IMDb (الإنجليزية)
- كريستوفر كيزر على موقع ألو سيني (الفرنسية)
- كريستوفر كيزر على موقع أول موفي (الإنجليزية)
- كريستوفر كيزر على موقع قاعدة بيانات الفيلم (الإنجليزية)
- كريستوفر كيزر على موقع كينوبويسك (الروسية)